# Tân Phú, Đồng Tháp
Tân Phú là một xã thuộc tỉnh Đồng Tháp, Việt Nam.

## Địa lý
Xã Tân Phú có vị trí địa lý:
- Phía đông giáp xã Tân Phước 3 và Bình Trưng.
- Phía tây giáp phường Mỹ Phước Tây.
- Phía nam giáp phường Nhị Quý.
- Phía bắc giáp xã Tân Phước 2.

Xã Tân Phú có diện tích 38,58 km², dân số năm 2025 là 31.360 người, mật độ dân số đạt 812 người/km².

## Hành chính
Xã Tân Phú được chia thành 5 ấp: Tân Hòa, Tân Hiệp, Tân An, Tân Thới, ấp Bắc.

## Giao thông
Xã có đường tỉnh 874 và kênh Mỹ Long - Bà Kỳ là 2 trục giao thông thủy, bộ quan trọng nối tuyến Quốc lộ 1 đến thị trấn Mỹ Phước, huyện Tân Phước.

## Lịch sử
Ngày 16 tháng 6 năm 2025, Ủy ban Thường vụ Quốc hội ban hành Nghị quyết số 1663/NQ-UBTVQH15 về việc sắp xếp các đơn vị hành chính cấp xã của tỉnh Đồng Tháp năm 2025. Theo đó, sắp xếp toàn bộ diện tích tự nhiên, quy mô dân số của các xã Tân Hội, Tân Phú (thị xã Cai Lậy) và Mỹ Hạnh Đông thành xã mới có tên gọi là xã Tân Phú.
Sau khi sáp nhập, xã Tân Phú có 38,58 km² diện tích tự nhiên và dân số 31.360 người.